# Quintenzirkel

Quintenzirkel der Dur- und Molltonarten

Als Quintenzirkel bezeichnet man in der Musiktheorie eine Reihe von zwölf im Abstand temperierter Quinten angeordneten Tönen, deren letzter Ton die gleiche Tonigkeit wie der erste hat und demzufolge mit ihm gleichgesetzt werden kann. Diese Gleichsetzung ist jedoch nur möglich aufgrund einer enharmonischen Verwechslung. Diese kann an jeder beliebigen Stelle erfolgen. Durch die Rückkehr zum Anfang ergibt sich ein „Rundgang“, der grafisch als Kreis (lat.: circulus „Kreis“) dargestellt wird.
Der Quintenzirkel leistet dreierlei:
- In seiner heute gebräuchlichsten Darstellung ordnet er die parallelen Dur- und Molltonarten so an, dass Art, Anzahl und Reihenfolge ihrer Vorzeichen abzulesen sind.
- Er illustriert für die Tonarten (sowie deren Grundtöne und auf diesen errichtete Akkorde) das Prinzip der Quintverwandtschaft. Davon ausgehend lässt sich beschreiben, dass zwei Tonarten umso stärker verwandt sind, je näher sie im Quintenzirkel beieinanderliegen.
- Die wichtigsten diatonischen Tonleitern der westlichen Musik (Dur, natürliches Moll und die modalen Skalen) können aus dem Quintenzirkel hergeleitet werden.

Die erste bekannte Darstellung des Quintenzirkels findet sich in einem 1679 in Moskau gedruckten Traktat Idea grammatikii musikiyskoy von Nikolay Diletsky. Auch in einem 1711 gedruckten Generalbasstraktat von Johann David Heinichen wird der Quintenzirkel bereits erwähnt.

## Quintenzirkel und Quintenspirale

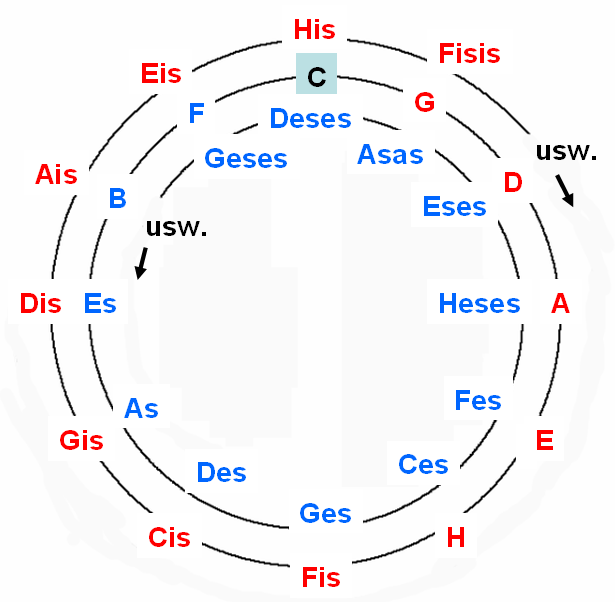
Quintenspirale (bei quintenreiner Stimmung)

Der Quintenzirkel ist eine idealisierende Konstruktion. Er verlangt zusätzlich zum Ordnungssystem der physikalischen Obertonreihe die Möglichkeit zur enharmonischen Umdeutung von Tönen. Ihm liegt die Idee zugrunde, dass bei hinreichend häufiger Anwendung einer pythagoräisch reinen Quinte (also des Tonverhältnisses von exakt 3:2) der letzte Ton der Reihe auf eine Oktave fällt. Damit wären, wenn die Reihe nun weiter fortgesetzt würde, die folgenden Töne – bis auf die Oktavierung – klanglich identisch mit den Tönen der zuvor durchlaufenen Reihe. Das Verfahren ist real physikalisch allerdings nicht möglich, sondern führt lediglich zu einer Quintenspirale, bei der kein Ton durch Oktavierung in einen anderen überführt werden kann. Er leitet schließlich zu den neuzeitlichen temperierten Stimmungen über.
Das übliche Beispiel zwölf reiner Quinten ({\displaystyle {\left({\frac {3}{2}}\right)^{12}}}) umschließt ein Intervall von recht genau sieben Oktaven ({\displaystyle 2^{7}}). In der Wirklichkeit zeigt sich aber, dass  {\displaystyle {\frac {\left({\frac {3}{2}}\right)^{12}}{2^{7}}}={\frac {3^{12}}{2^{19}}}\approx {1{,}01364},} nicht gleich sind. Der Abschlusston liegt geringfügig höher als der zuletzt erreichte Ton der Oktavreihe; in der temperierten Stimmung gemessen handelt es sich fast um ein Viertel eines Halbtons, und zwar um etwa 23,5 Cent. Dieser Unterschied wird pythagoreisches Komma genannt. Die Quintenfolge schließt sich nicht zum Kreis, sondern bildet eine Spirale aus. Schließt man die Spirale willkürlich an der siebten Oktave, entsteht die deutlich misstönende sogenannte Wolfsquinte.
Das Problem, die Quintenspirale ohne solche misstönenden Wolfsquinten zum Kreis zu schließen, wird bei der heute verbreiteten gleichstufig temperierten Stimmung dadurch gelöst, dass man jede der zwölf Quinten um 1/12 des pythagoreischen Kommas verkleinert, so dass man mit dem zwölften Quintschritt exakt zur siebten Oktave des Ausgangstons gelangt. Durch die gleichmäßige Verteilung des Kommas wird erreicht, dass zwar außer der Oktave kein Intervall mehr ganz rein klingt, die Unsauberkeiten jedoch so gering bleiben, dass sie kaum noch stören.

## Der Quintenzirkel im Dur-Moll-System

Ein vollständiger Rundgang (von C ausgehend) durch den Quintenzirkel in beiden Richtungen (bei temperierter Stimmung): im Uhrzeigersinn = „Quintenzirkel aufwärts“, gegen den Uhrzeigersinn = „Quintenzirkel abwärts“

Die Grafik oben in der Einführung zeigt im Äußeren des Kreises die Dur-Tonarten, die im Deutschen mit Großbuchstaben bezeichnet werden.
Im Inneren des Kreises stehen die parallelen Moll-Tonarten, die mit kleinen Buchstaben benannt werden. Sie haben jeweils die gleichen Vorzeichen wie die zugehörigen Dur-Tonarten.
Der Grafik ist zu entnehmen, dass bei einem Fortschreiten im Quintenzirkel mit jeder Tonart ein Vorzeichen hinzutritt oder verschwindet.
- Bei einer Bewegung im Uhrzeigersinn (Quinte aufwärts) findet jedes Mal eine zusätzliche Erhöhung statt (ausgedrückt durch ein hinzutretendes ♯ (Kreuz) oder ein verschwindendes ♭).

- Bei einer Bewegung gegen den Uhrzeigersinn (Quinte abwärts) findet jedes Mal eine zusätzliche Erniedrigung statt (ausgedrückt durch ein hinzutretendes ♭ oder ein verschwindendes ♯).

Die notwendige enharmonische Verwechslung wird zumeist zwischen Fis- und Ges-Dur vorgenommen, um die Zahl der benötigten Vorzeichen klein zu halten. Man könnte die Umdeutung jedoch auch an jeder anderen Stelle des Quintenzirkels vornehmen. Im Prinzip könnte man jede b-Tonart auch als Kreuz-Tonart und jede Kreuz-Tonart auch als b-Tonart notieren. Zwischen enharmonischen Tonarten besteht hinsichtlich ihrer Vorzeichen ein einfacher Zusammenhang:
- Die Summe der Vorzeichen zweier enharmonischer Tonarten ergibt immer 12. Beispiel: B-Dur (2 ♭), Ais-Dur (10 ♯): 2 + 10 = 12

| Vorzeichen: | 7♭ +fes | 6♭ +ces | 5♭ +ges | 4♭ +des | 3♭ +as | 2♭ +es | 1♭ +b |   | 1♯ +fis | 2♯ +cis | 3♯ +gis | 4♯ +dis | 5♯ +ais | 6♯ +eis | 7♯ +his |
| Dur:        | Ces     | Ges     | Des     | As      | Es     | B      | F     | C | G       | D       | A       | E       | H       | Fis     | Cis     |
| Moll:       | as      | es      | b       | f       | c      | g      | d     | a | e       | h       | fis     | cis     | gis     | dis     | ais     |

### Die Dur-Tonarten mit Kreuz-Vorzeichen (♯)
Die Vorzeichen treten sukzessive im Quintabstand hinzu, bei den Kreuz-Tonarten aufwärts (im Uhrzeigersinn) fortschreitend. Die Reihenfolge der mit einem ♯ zu versehenden Noten (F, C, G, D, A, E, H...) ist aufgrund des Quintabstandes ebenfalls im Quintenzirkel ablesbar, wenn man bei F beginnt und im Uhrzeigersinn weiter geht. (Die Kreuze (♯) erhöhen Töne um jeweils einen Halbtonschritt):
- G-Dur: Fis
- D-Dur: Fis, Cis
- A-Dur: Fis, Cis, Gis
- E-Dur: Fis, Cis, Gis, Dis
- H-Dur: Fis, Cis, Gis, Dis, Ais (sprich: A-is)
- Fis-Dur: Fis, Cis, Gis, Dis, Ais, Eis (sprich: E-is)
- Cis-Dur: Fis, Cis, Gis, Dis, Ais, Eis, His

Als Merkhilfe für die Reihenfolge der Dur-Tonarten mit Kreuz-Vorzeichen im Quintenzirkel wurden zahlreiche Sprüche erfunden, zum Beispiel:
Geh Du Alter Esel Hol Fische

### Die Dur-Tonarten mit b-Vorzeichen (♭)
Die Bewegung der Tonarten ebenso wie das Hinzutreten der Vorzeichen im Quintabstand, die eine Erniedrigung der Töne erzwingen, erfolgt bei den ♭-Tonarten abwärts:
Auch hier lässt sich die Reihenfolge der mit einem ♭ zu versehenden Noten (H, E, A, D, G, C, F, …) aufgrund des Quintabstandes im Quintenzirkel ablesen, wenn man bei H beginnt und gegen den Uhrzeigersinn weitergeht.
- F-Dur: B
- B-Dur: B, Es
- Es-Dur: B, Es, As
- As-Dur: B, Es, As, Des
- Des-Dur: B, Es, As, Des, Ges
- Ges-Dur: B, Es, As, Des, Ges, Ces
- Ces-Dur: B, Es, As, Des, Ges, Ces, Fes

Als Merkhilfe für die Reihenfolge der Dur-Tonarten mit b-Vorzeichen im Quintenzirkel wurden zahlreiche Sprüche erfunden, zum Beispiel:
Frische Brötchen Essen Asse Des Gesangvereins

### Die Molltonarten
Die Molltonarten sind im Quintenzirkel als Paralleltonarten den Durtonarten zugeordnet. (Paralleltonarten haben die gleichen Vorzeichen.) Bei Kenntnis der Vorzeichen für die Durtonarten kann man die Vorzeichen einer bestimmten Molltonart leicht ermitteln, wenn man weiß, dass die parallele Durtonart stets eine kleine Terz (= drei Halbtonschritte) höher liegt. So hat beispielsweise g-Moll die gleichen Vorzeichen wie das um eine kleine Terz höhere B-Dur.

### Tonarten mit mehr als sechs Vorzeichen
Die Reihe der Kreuz- und b-Tonarten ließe sich beliebig fortführen, bei den Kreuztonarten etwa: Cis-Dur mit sieben ♯, Gis-Dur mit acht ♯ bis hin zu Eis-Dur mit elf ♯ usw. Aber das macht nicht nur die Notation sehr unübersichtlich; weitere Erhöhungen bereits erhöhter Töne führen auch im Klangbild nur zu schon dagewesenen Tönen.
So würde bei His-Dur (zwölf ♯) neben den aus Fis-Dur schon bekannten 6 ♯ ein „His“ (klingend wie C), ein „Fisis“ (doppelte Erhöhung von F, klingend wie G), ein „Cisis“ (klingend wie D), ein „Gisis“ (klingend wie A), ein „Disis“ (klingend wie E) und ein „Aisis“ (klingend wie H) hinzutreten. Da aber His-Dur sich (bei gleichstufiger Stimmung) nicht von C-Dur unterscheidet, wäre eine solche Notation wenig sinnvoll.
Deshalb nutzt man das Phänomen der klanglichen Gleichheit unterschiedlich benannter Töne zur enharmonischen Verwechslung: Statt der immer komplizierter werdenden Kreuztonarten verwendet man die entsprechenden, gleich klingenden ♭-Tonarten, etwa statt Gis-Dur (8 ♯) As-Dur (4 ♭). Oder, um beim Beispiel der Tonart „Eis-Dur“ zu bleiben: Statt elf ♯ braucht F-Dur nur ein einziges ♭.
Tonarten mit mehr als sechs Vorzeichen werden so gut wie nie eingesetzt, wenn es um die Wahl der Grundtonart eines Musikstücks geht. Bachs Verwendung von Cis-Dur (7 ♯) im Wohltemperierten Klavier hat Seltenheitswert.
Im Verlauf eines Musikstücks kann es jedoch sinnvoll sein, auch Tonarten mit vielen Vorzeichen zu verwenden. So würde man z. B. bei einer kurzzeitigen Modulation von E-Dur (4 ♯) in die Obermediante Gis-Dur (8 ♯) die Notierung mit Kreuzen beibehalten, um den harmonischen Zusammenhang zu verdeutlichen. Erst wenn ein längeres Verweilen in der neuen Tonart angestrebt wird, ist es üblich, die alten Vorzeichen aufzulösen und durch die einfachere Schreibweise der enharmonischen Tonart (in diesem Falle As-Dur mit 4 ♭) zu ersetzen.

## Quartenzirkel
Ein Quartenzirkel entsteht, wenn man statt von Quinten nun von Quarten ausgeht, was jedoch für die Theorie keinen Unterschied zum Quintenzirkel ausmacht. Arnold Schönberg begründet dies folgendermaßen: „Geht man in der einen Richtung des Kreises (C, G, D, A usw.), so ist das der Quintenzirkel, oder wie ich lieber sage: Quintenzirkel aufwärts, weil es die über dem Ausgangspunkt sich aufbauenden Quinten sind. Geht man in der entgegengesetzten Richtung des Kreises, so erhält man C, F, B, Es usw., was manche den Quartenzirkel nennen, was aber wenig Sinn hat, denn C, G ist Quint nach oben oder Quart nach unten und C, F Quint nach unten oder Quart nach oben. Deshalb nenne ich die entgegengesetzte Richtung lieber Quintenzirkel abwärts.“
Da man Quintschritte nach oben auch durch Quartschritte nach unten ersetzen kann, ist es möglich, einen Rundgang durch den Quintenzirkel innerhalb einer Oktave durchzuführen: 
Dies ist auch die gebräuchlichste Reihenfolge der Bassknöpfe bei einem Akkordeon, Stradella-Bass genannt.

## Anwendung des Quintenzirkels auf modale Tonarten

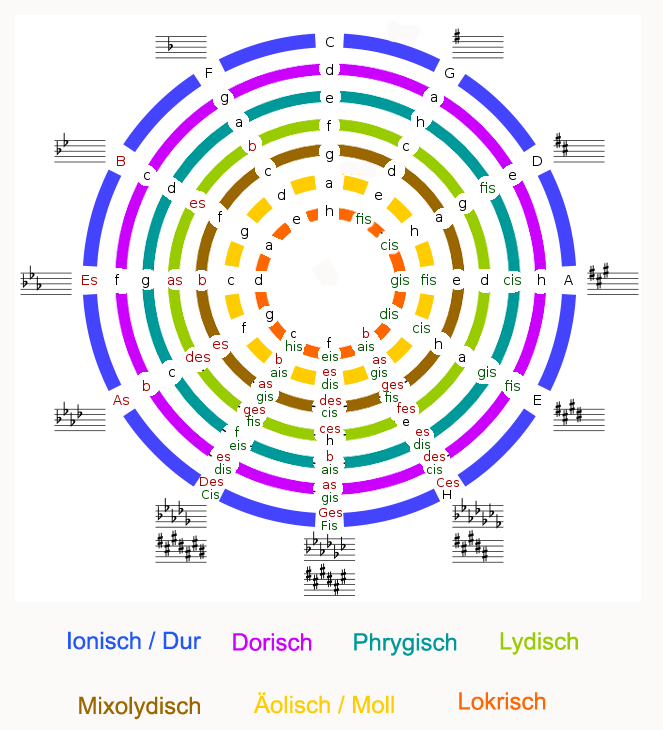
Quintenzirkel mit modalen Tonarten

Die aus den Kirchentönen (Modi) hervorgegangenen modalen Tonleitern, zu denen auch die zu Dur (Ionisch) und dem natürlichen Moll (Äolisch) gehörigen Tonleitern zu rechnen sind, lassen sich aus dem Quintenzirkel ableiten. Dazu wählt man jeweils sieben im Quintenzirkel benachbarte Töne aus und sortiert diese anschließend so um, dass sie im Sekundabstand aufeinanderfolgen. Um beispielsweise alle Tonleitern mit dem Grundton C zu erhalten, wendet man dieses Verfahren auf alle siebentönigen Quintenzirkel-Ausschnitte an, die das C enthalten. Das Ergebnis zeigt folgende Tabelle:
| Quintenzirkel- Ausschnitt | zur Skala umsortiert | Tonart           | Vorzei- chen |
| ------------------------- | -------------------- | ---------------- | ------------ |
| C G D A E H Fis           | C D E Fis G A H      | C-Lydisch        | 1 ♯          |
| F C G D A E H             | C D E F G A H        | C-Ionisch / Dur  | -            |
| B F C G D A E             | C D E F G A B        | C-Mixolydisch    | 1 ♭          |
| Es B F C G D A            | C D Es F G A B       | c-Dorisch        | 2 ♭          |
| As Es B F C G D           | C D Es F G As B      | c-Äolisch / Moll | 3 ♭          |
| Des As Es B F C G         | C Des Es F G As B    | c-Phrygisch      | 4 ♭          |
| Ges Des As Es B F C       | C Des Es F Ges As B  | c-Lokrisch       | 5 ♭          |

In der Tabelle sind „gleichnamige“, also auf dem gleichen Grundton basierende Tonarten aufgeführt, wobei die durgeschlechtlichen Tonarten mit einem großen C, die mollgeschlechtlichen mit einem kleinen c gekennzeichnet sind. Die Zirkeldarstellung rechts zeigt parallele Tonarten: Die jeweils auf einem bestimmten Radius liegenden Tonarten haben gleiche Vorzeichen.

## Ermittlung der Quintenbreite
Auch bei der Bestimmung der Größe der Quintenbreite kann der Quintenzirkel verwendet werden. Ordnet man jedem Ton einer Tongruppe seine Position im Quintenzirkel zu, lässt sich der größte Abstand zweier Töne in Quintsprüngen leicht ablesen.
Beispiel A-Dur-Dreiklang: A – E – H – Fis – Cis → Der Akkord besitzt eine Quintenbreite von 4 QB.

## Kompositionen mit besonderem Bezug zum Quintenzirkel
Die Verwirklichung des Quintenzirkels mit Hilfe temperierter Stimmungen und die dadurch geschaffene Möglichkeit des uneingeschränkten Gebrauchs aller Tonarten fand ihren Niederschlag in Kompositionen, welche die Möglichkeiten der Transposition und Modulation in besonderer Weise ausschöpfen.

### Zyklen
- Johann Sebastian Bach: Das Wohltemperierte Klavier (Teil I, 1722). Die aus Präludium und Fuge bestehenden Satzpaare gehen durch alle Tonarten und sind chromatisch aufsteigend angeordnet, wobei stets im Anschluss an die jeweilige Dur-Tonart die gleichnamige Moll-Tonart folgt.
- Georg Andreas Sorge: Clavierübung aus 24 Praeludia durch den ganzen Circulum Modorum (1730). Die Abfolge der Stücke entspricht dem Quintenzirkel.[3]
- Johann Sebastian Bach: Das Wohltemperierte Klavier (Teil II, 1740/42). Tonartenfolge wie bei Teil I
- Frédéric Chopin: 24 Préludes op. 28 (1836/39). Anordnung der Einzelstücke entsprechend dem Quintenzirkel aufwärts, wobei jeder Dur-Tonart die parallele Moll-Tonart folgt.
- Dmitri Schostakowitsch: 24 Präludien für Klavier solo op. 34 (1932/33). Anordnung der Tonarten wie bei Chopin.
- Paul Hindemith: Ludus tonalis (1942). Obwohl dieses Werk keinen direkten Bezug zum Quintenzirkel hat, verdient es hier Erwähnung, weil es einem von Hindemith selbst entwickelten System von Tonverwandtschaften folgt, das seiner Meinung nach an die Stelle des traditionellen Quintenzirkels treten sollte. Der Ludus tonalis versteht sich als modernes Gegenstück zu Bachs Wohltemperiertem Klavier.
- Dmitri Schostakowitsch: 24 Präludien und Fugen op. 87 (1950/51). Tonartenfolge ebenfalls wie bei Chopin.

### Einzelwerke
Die folgenden Kompositionen modulieren durch alle Tonarten des Quintenzirkels.
- Johann Mattheson: Exemplarische Organisten-Probe (1719, 10. Probstück)[3]
- Johann David Heinichen: Fantasia durch alle Tonarten gehend in  Der General-Baß in der Composition (1728).  Das Werk wurde lange Zeit J. S. Bach zugeschrieben (vgl. BWV Anh. 179).[3]
- Ludwig van Beethoven: Deux Preludes par tous les 12. Tons majeurs pour le Fortepiano ou l’Orgue op. 39 (1789, veröffentlicht 1803)[4]

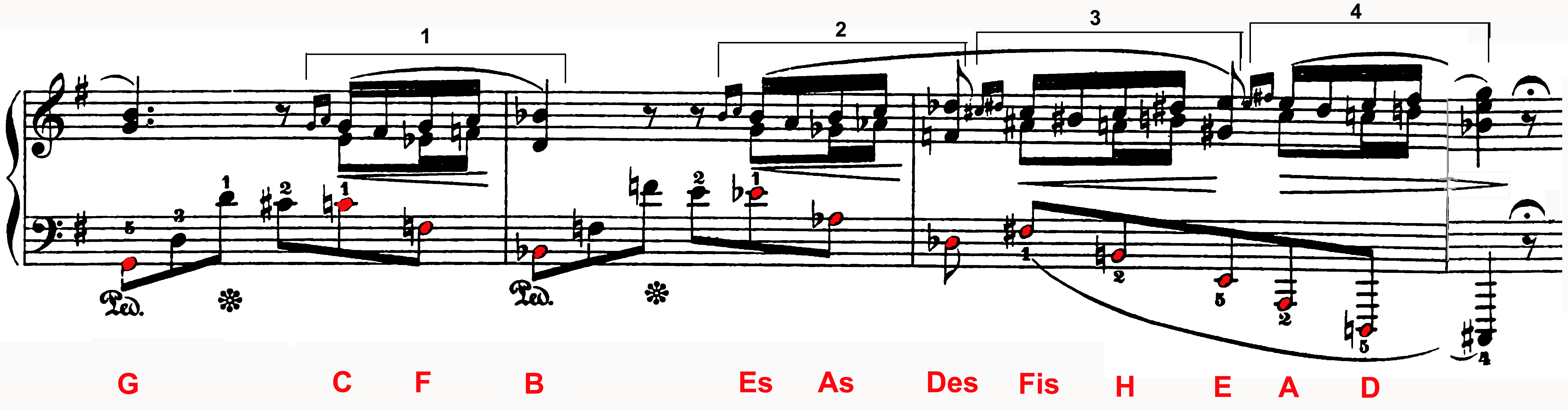
Chopin: Nocturne op. 37, Nr. 2 (Takt 129 bis 132)
Datei:Chopin Nocturne op 37,2 Schluss.ogg

- Frédéric Chopin: Nocturne op. 37, Nr. 2. Hierin findet sich kurz vor Schluss eine dreitaktige Passage, in welcher die Harmoniegrundtöne im Bass alle zwölf Stationen des Quintenzirkels (abwärts) durchlaufen.

Beispiele aus der Rock-/Popmusik: Der französische Perkussionist Pierre Moerlen spielte Ende der 1970er Jahre einige Stücke, die sich durch den Quintenzirkel bewegten, u. a. mit seinem Bruder Benoît und den Oldfield-Geschwistern.
- Mike Oldfield: Incantations Part Four vom Album Incantations (1978)
- Pierre Moerlen’s Gong: Downwind vom Album Downwind (1979)
- Sally Oldfield: Mandala vom Album Celebration (1980)

Beispiel aus der Jazzmusik:
- Der Komponist, Arrangeur und Pianist Mathias Rüegg hat in seinem Pandemie-Kompositionsprojekt Solitude Diaries (erschienen 2020) unter anderem am Tag 17 das Stück „Kleiner Hindernislauf durch den Quintenzirkel“ (gespielt von Ladislav Fančovic) geschrieben, dem ein 12-taktiges Bluesschema zugrunde liegt. Jeder Chorus ist gleich aufgebaut und folgt dem Quintenzirkel: C F Bb Eb Ab Db Gb H E A D G.

## Synästhetische Darstellungen des Quintenzirkels
Von Synästhetikern wurden Zusammenhänge zwischen Synästhesie und Musik hergestellt. Entsprechend wurden die Stufen des Quintenzirkels vielfältig mit Farbvorstellungen assoziiert, wobei die farblichen Zuordnungen von Fall zu Fall durchaus differieren können. Hier einige Beispiele:

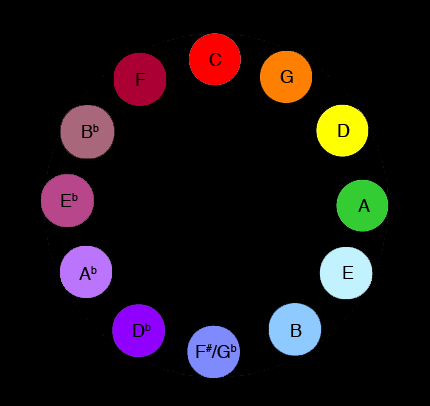